# The History Boys
The History Boys é um filme dirigido por Nicholas Hytner e escrito por Alan Bennett que igualmente escreveu o original para o Royal National Theatre de Londres. Ambos projetos foram protagonizados por Richard Griffiths.

## Elenco
- Richard Griffiths (Hector)
- Clive Merrison (Diretor escolar)
- Stephen Campbell Moore (Irwin)
- Frances de la Tour (Sra. Lintott)
- Sacha Dhawan (Akthar)
- Samuel Anderson (Crowther)
- Dominic Cooper (Dakin)
- Andrew Knott (Lockwood)
- Samuel Barnett (Posner)
- Russell Tovey (Rudge)
- Jamie Parker (Scripps)
- James Corden (Timms)
- Georgia Taylor (Fiona)
- Penelope Wilton (Sra. Bibby)
- Adrian Scarborough (Wilkes)

## Recepção
Segundo a Time, o filme é melhor do que a peça original, já que a transição para o filme melhorou o fluxo e intimidade "da produção, preservando as mensagens que pretendem transmitir." A Rolling Stone observa que algum sentido de familiaridade com o tema do filme é perdido no corte de quase uma hora a partir da peça original, mas o diálogo continua a ser espirituoso e afiado como é o estilo habitual do autor. O New York descreve o filme como "brilhante e infeccioso, e cheio de costume do inexpressivo humor. O autor escreve como se ele invejasse simultaneamente os personagens extrovertidos que ele criou, aindando estando feliz por estar distante deles. As aulas de Hector tem ritmo lento, mas conseguem inspirar os meninos à medida em que eles estão satisfeitos para adotar sua abordagem à aprendizagem, e contenten em irem juntos com seu comportamento excêntrico. O filme é salpicado com referências literárias e carrega um incentivo para se envolver com a vida."